# باك فريمان
باك فريمان (بالإنجليزية: Buck Freeman) هو لاعب كرة قاعدة أمريكي، ولد في 30 أكتوبر 1871 في كاتاساوكوا في الولايات المتحدة، وتوفي في 25 يونيو 1949 في ويلكس بار في الولايات المتحدة.

## وصلات خارجية
- باك فريمان على موقع دوري كرة القاعدة الرئيسي (الإنجليزية)
- باك فريمان على موقعبيزبول رفرنس.كوم (الدوري الرئيسي) (الإنجليزية)
- باك فريمان على موقعبيزبول رفرنس.كوم (الدوري الثانوي) (الإنجليزية)